# Eleusa (Rodos)
Eleusa (gr. Ελεούσα) – wieś w Grecji, na wyspie Rodos, w administracji zdecentralizowanej Wyspy Egejskie, w regionie Wyspy Egejskie Południowe, w jednostce regionalnej Rodos, w gminie Rodos. W 2011 roku liczyła 228 mieszkańców.
Miejscowość została założona latach 1935–1936 przez Włochów, do których Rodos należał w okresie międzywojennym. Początkowo miejscowość nosiła nazwę Campochiaro. Jej charakterystycznym elementem jest prostokątny plac, noszący imię Emanuila Kostaridisa. Wokół placu wybudowano budynki użyteczności publicznej: kościół, budynek handlowo-usługowy, posterunek policji. W późniejszych latach część budynków przekształcono na szpital dla włoskich żołnierzy.
U początków kolonizacji tego rejonu Rodos, sprowadzono włoskich pracowników leśnych z północnych Włoch, wraz z rodzinami, którzy mieli zająć się lokalnymi lasami. Ponadto Włosi przeprowadzili w rejonie miejscowości prace hydrotechniczne w celu nawodnienia terenu i doprowadzenia wody do małej elektrowni wodnej]. Elementem tego systemu jest okrągły staw na obrzeżach wsi. Żyją w nim niewielkie ryby gatunku Ladigesocypris ghigii, który jest endemiczny dla wyspy Rodos i zagrożony wyginięciem.
Po II wojnie światowej i powrocie Dodekanezu do Grecji kościół przekształcono na cerkiew prawosławną pod wezwaniem Charalambosa (Άγιος Χαράλαμπος), zmieniono też nazwę miejscowości.
W sierpniu 1947 w pustych budynkach po szpitalu grecki pulmonolog Emanuil G. Kostaridis, przez 15 lat dyrektor naukowy placówki, założył nowoczesne sanatorium przeciwgruźlicze, które w czasie 23-letniej działalności obsłużyło 1581 pacjentów. Sanatorium zostało zamknięte w roku 1970. Od tego czasu część budynków jest opustoszała.

## Galeria

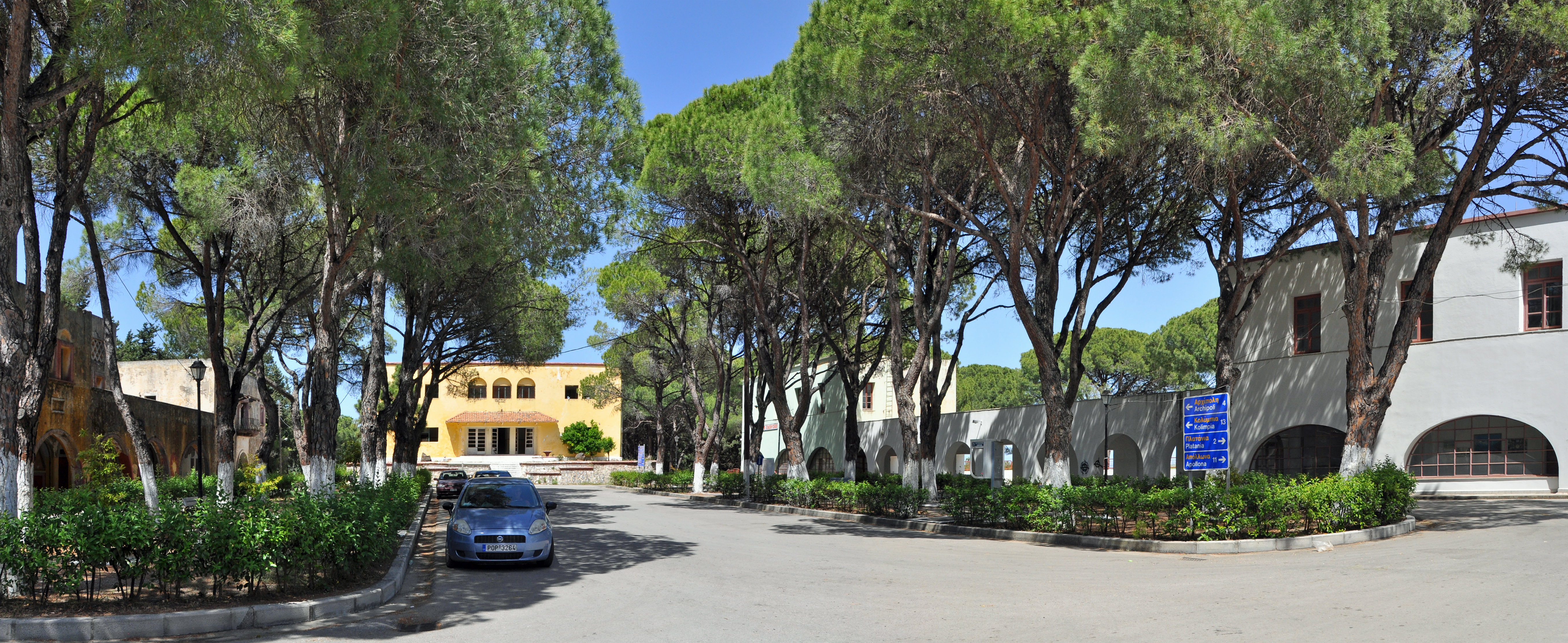
Centralny plac w Eleusie
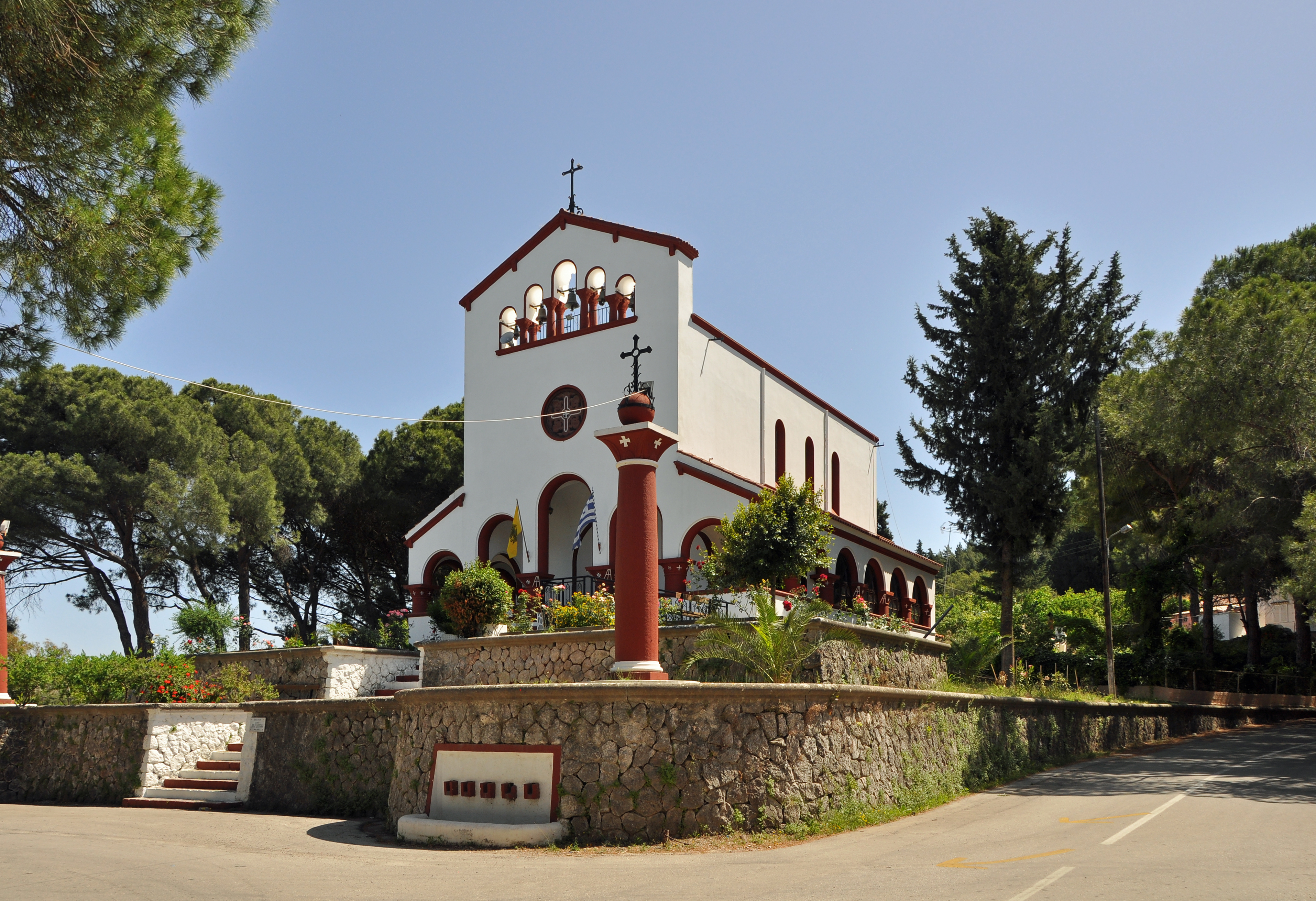
Kościół św. Charalambosa
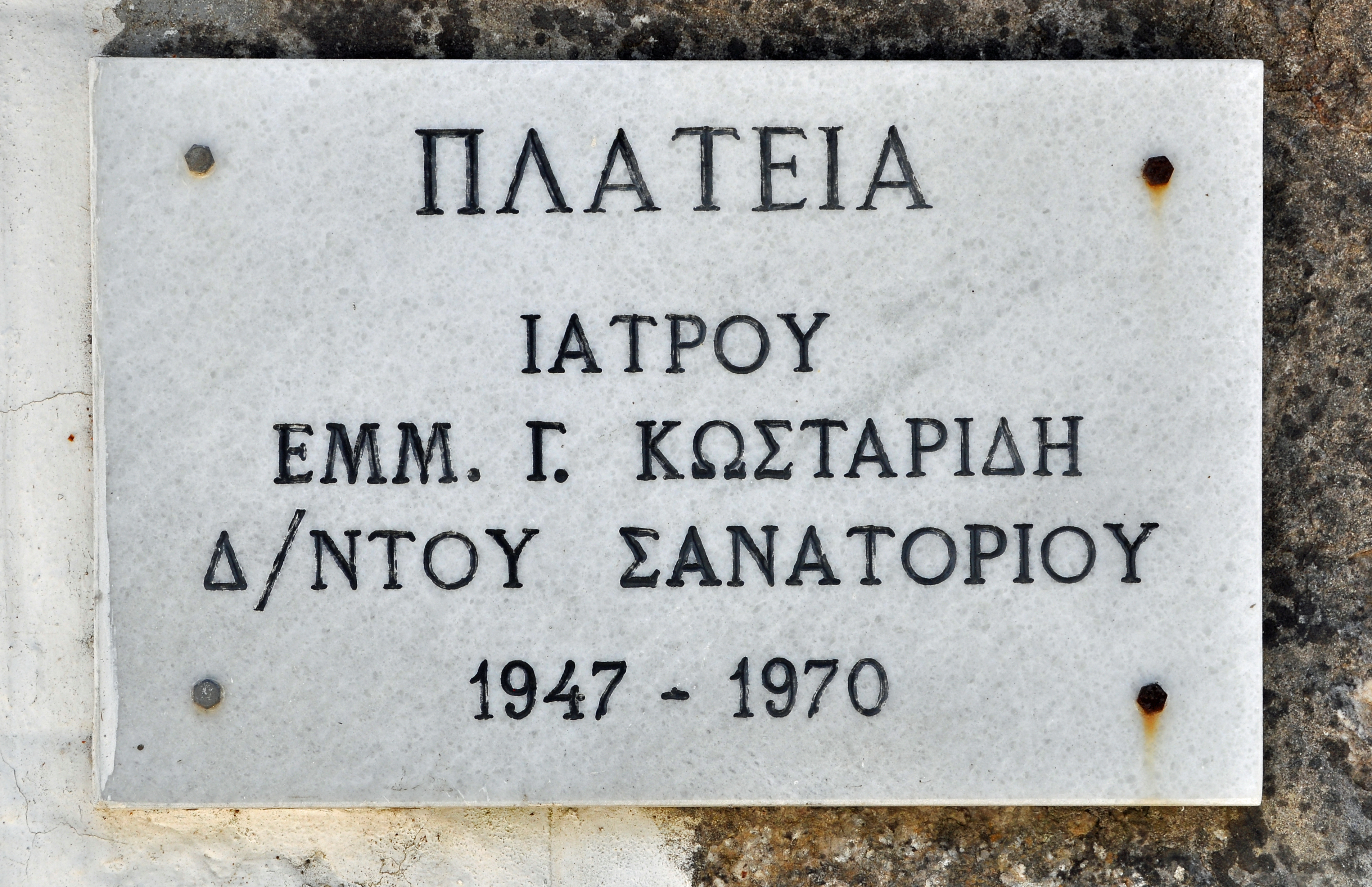
Pamiątkowa tablica w centrum miejscowości na cześć Emmanuela G. Kostaridisa, założyciela sanatorium gruźliczego
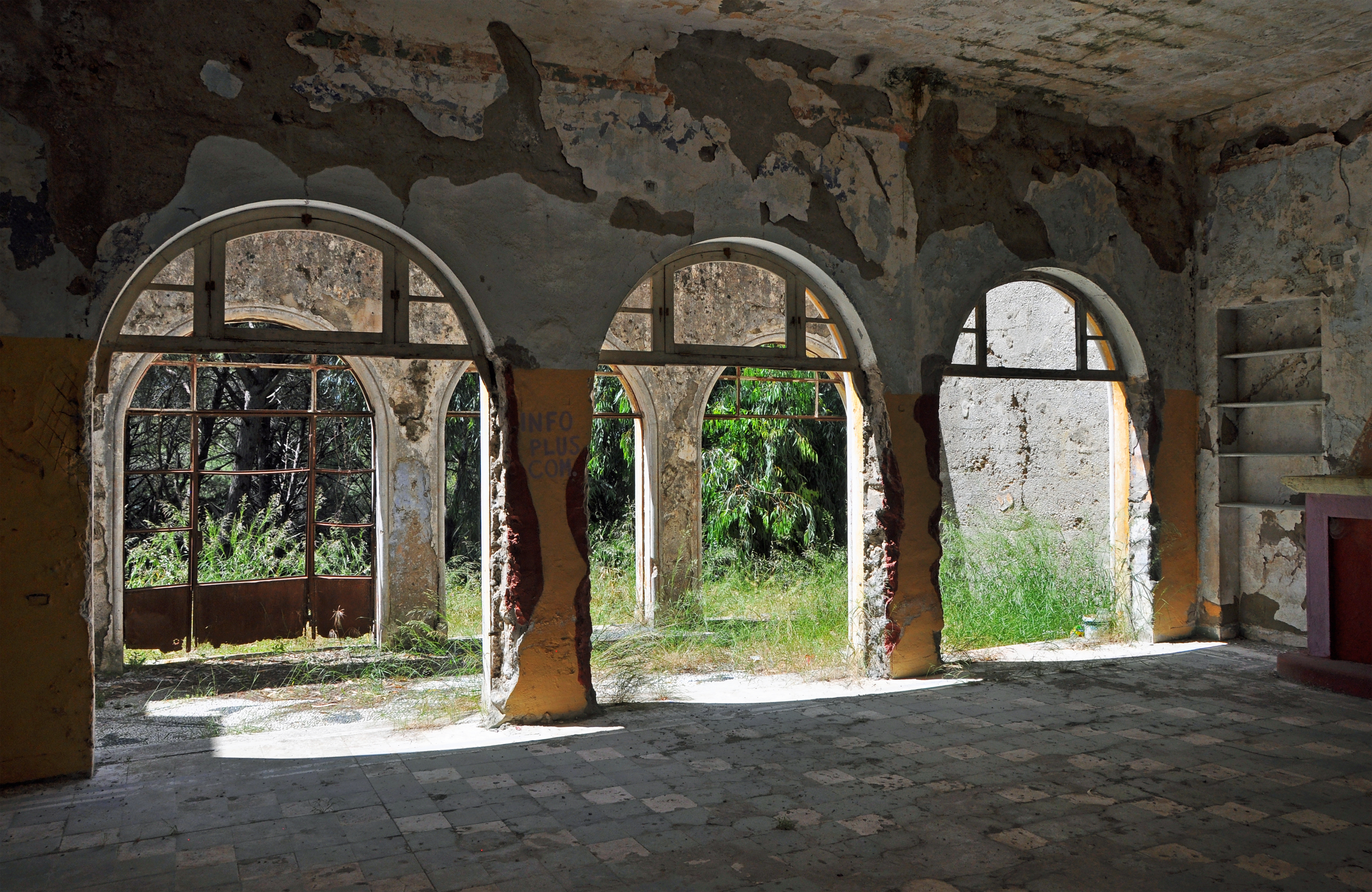
Wnętrze opuszczonego sanatorium gruźliczego